# Сімнадцята династія єгипетських фараонів
XVII династія — одна з династій фараонів, що правили в Стародавньому Єгипті під час так званого  Другого перехідного періоду в  XVII —  XVI століттях до н. е. на противагу  гіксосській (XV і  XVI) династіям. Спадкоємцями цієї династії були фараони  XVIII династії, що об'єднала Єгипет і створила  Нове царство.

## Історія
Час правління династії єгиптологи відносять до:
- ? −1580 рр. до н. е. — По  І. Бікерману.
- Бл. 1645–1550 рр. до н. е. (бл. 100 років) — по Ю. фон Бекерату.
- ? −1540 рр. до н. е. — по Е. Хорнунгу, Р. Крауссу і Д. Уорбертону.

В цей час Єгипет був розділений на кілька невеликих держав, підлеглих  гіксосам. XVII династія правила в  Фівах. Останні два фараона, Таа II Секененра і Камос, почали війну проти гіксосів, яка завершилася за Яхмоса I, сина Секенра. В результаті Яхмосам вдалося об'єднати Єгипет і створити  Нове царство. Яхмос вважається засновником нової,  XVIII династії.

## Список фараонів
| Фараон           | Правління | Примітки |
| ---------------- | --------- | -------- |
| Рахотеп          | 1650-?    |          |
| Себекемсаф I     |           |          |
| Ініотеф VI       |           |          |
| Ініотеф VII      |           |          |
| Ініотеф VIII     |           |          |
| Собекемсаф II    |           |          |
| Таа I Снахтенра  | бл. 1558  |          |
| Таа II Секененра | 1558-1554 |          |
| Камос            | 1569-1564 |          |